# FK Neptūnas
El FK Neptūnas es un equipo de fútbol de Lituania que juega en la Pirma lyga, la primera división nacional.

## Historia
Fue fundado en enero de 2020 en la ciudad de Klaipeda luego de que el Basketball Club Neptūnas anunciara la creación de su sección de fútbol. El equipo obtuvo exitosamente la licencia para jugar en la 2 Lyga. Con la ayuda de algunos jugadores profesionales obtuvieron el subcampeonato de la 2 Lyga y lograron el ascenso a la 1 Lyga. La idea de formar al equipo de fútbol fue porque en 2019 otro club de Klaipėda (FK Atlantas) fue eliminado de la A Lyga y un año después desapareció.
En 2021 recibió la licencia de la 1 Lyga para jugar el campeonato. Al final terminó en décimo lugar entre 14 equipos.
En diciembre de 2021 se anunció que Valdas Trakys sería el nuevo entrenador, el cual lograría que el club obtuviera el ascenso a la A Lyga terminando de subcampeón.

## Entrenadores
- Donatas Navikas (enero 2020-abril 2020)
- Kęstutis Ivaškevičius (abril 2020-diciembre 2021)
- Valdas Trakys (diciembre 2021 - octubre 2024)
- Oleh Lutkov (octubre 2024-)[5]